# Sequoiafarm Kaldenkirchen

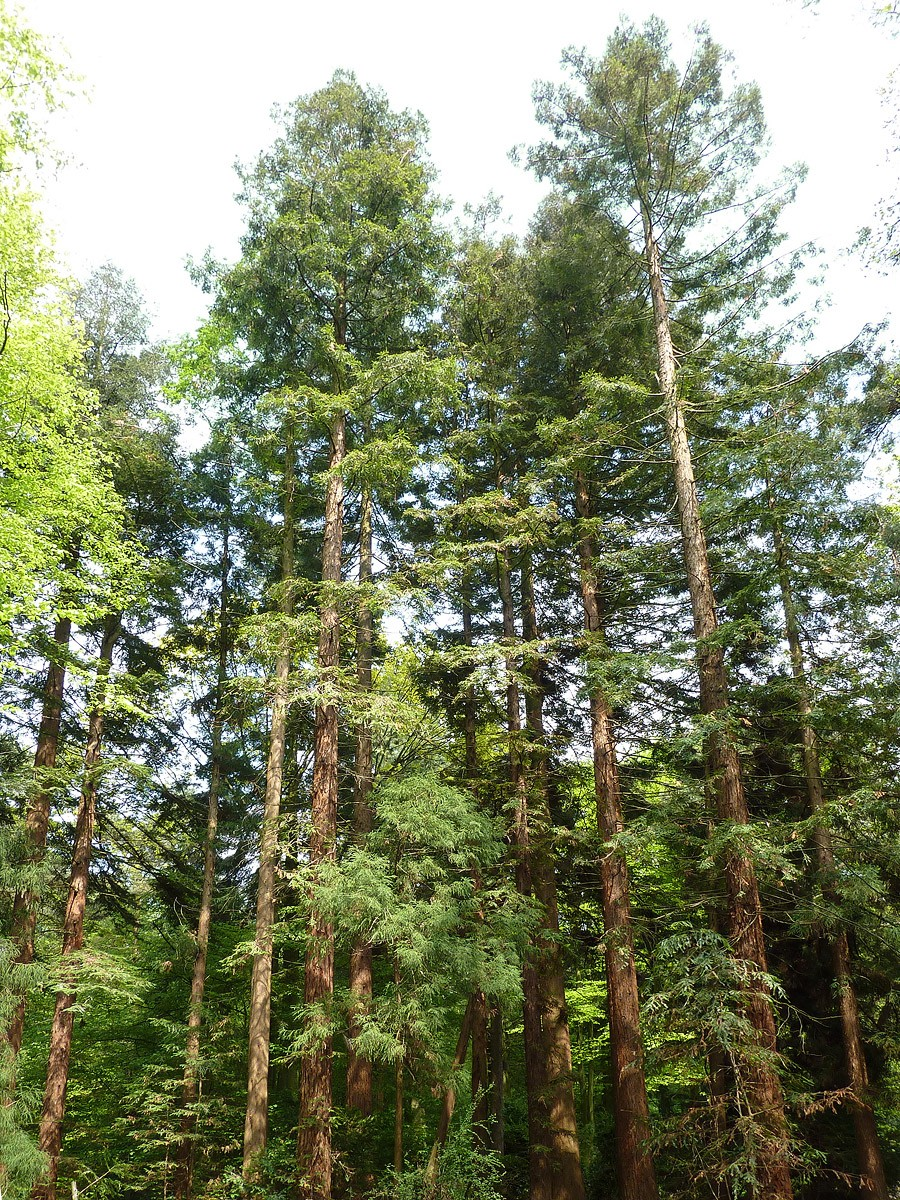
Sequoia sempervirens (2010: 58 jaar oud)

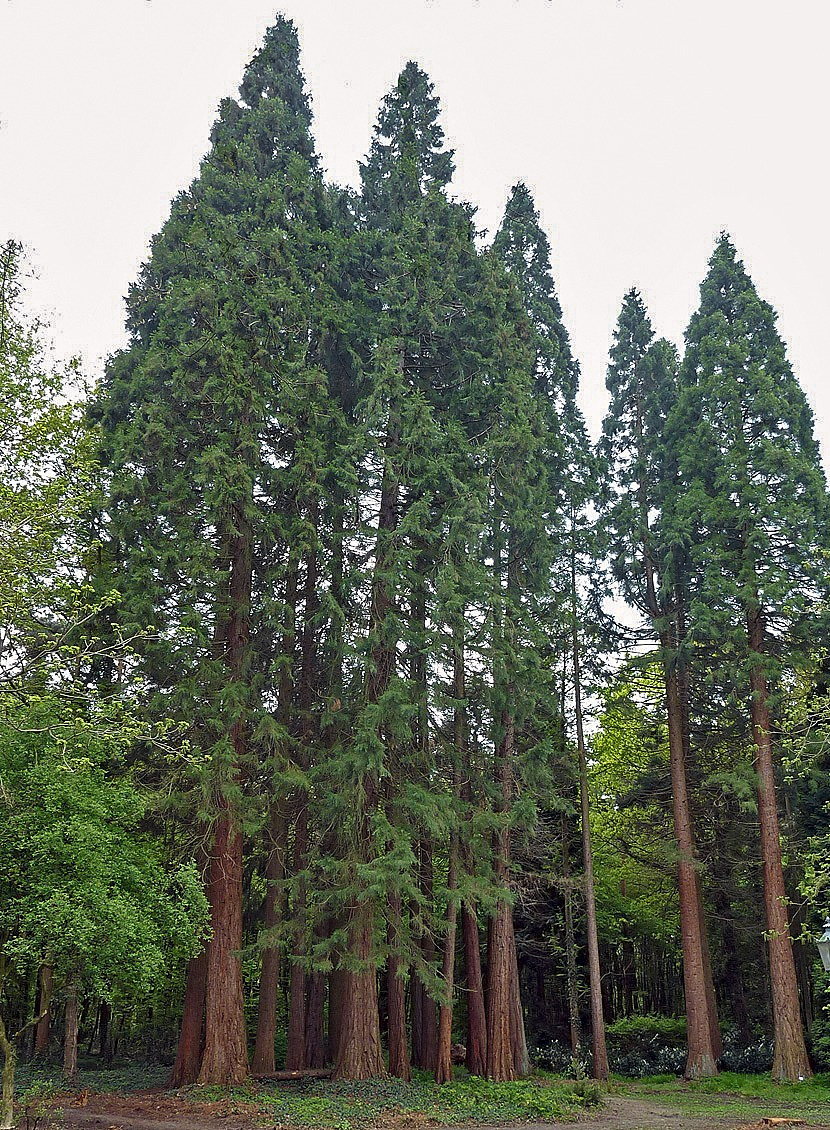
Een groep sequoia's (s. giganteum)

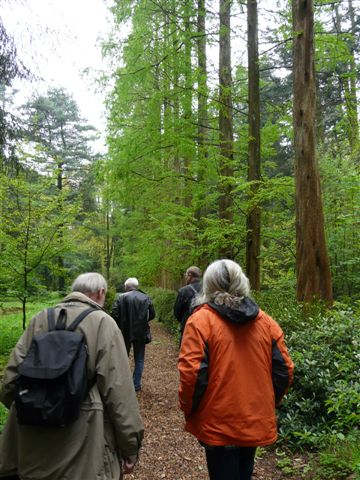
Bezoekers in de Sequoiafarm (Watercipres-weg)

De Sequoiafarm Kaldenkirchen in Kaldenkerken (stadsdeel van de Duitse gemeente Nettetal) is een meer dan 35.000 vierkante meter groot arboretum met een rijke geschiedenis. Er staan  mammoetbomen, een bos van kustmammoetbomen van meer dan 37 meter hoog, watercipressen en meer dan 400 andere zeldzame boomsoorten.

## Geschiedenis
De Sequoiafarm werd door het tandartsechtpaar Ernst J. Martin en Illa Martin in 1948 opgezet. In 1950 en 1951 werden de eerste grotere aantallen Sequoiadendron ingezaaid. Het project werd gesubsidieerd door de Deutsche Forschungsgemeinschaft. Binnen de farm werd in 1952 als test een klein bos van 23 relatief dicht bij elkaar staande mammoetbomen aangeplant. De bomen waren in 2012 ca. 36 m hoog. Later werden de minder winterharde kustmammoetbomen (Sequoia sempervirens) en de pas in 1941 ontdekte watercipres (Metasequoia glyptostroboides) op de farm vermeerderd. De Martins verzamelden planten van over de hele wereld. Op deze manier werd het arboretum verrijkt met zeldzame exemplaren van bomen en struiken.
Toen Ernst J. Martin in 1967 plotseling overleed, was het voor zijn vrouw onmogelijk om het arboretum alleen te blijven onderhouden. In april 1970 nam na een lange zoektocht naar een geschikte opvolger de deelstaat Noordrijn-Westfalen het perceel over om er een biologisch station van de Pädagogische Hochschulen Rheinland te vestigen.
Later werd het station gebruikt door de Universiteit van Keulen. In 1987 kocht energieleverancier Stadtwerke Nettetal het terrein en de Universiteit van Essen hield tot en met 2007 het vruchtgebruik. Het is sinds 2013 in bezit van de stichting Sequoiafarm e.V., waarin vrienden van mammoetbomen zich gezamenlijk inzetten voor de instandhouding van dit arboretum.

## Collectie (selectie)
| Binominale nomenclatuur                                  | Nederlandse naam               | Land van herkomst       |
| -------------------------------------------------------- | ------------------------------ | ----------------------- |
| Ailanthus altissima                                      | Hemelboom                      | China, Taiwan           |
| Calocedrus decurrens                                     | Wierookceder                   | Westen van de VS        |
| Gunnera manicata                                         | Mammoetblad                    | Zuid-Brazilië           |
| Larix kaempferi                                          | Japanse lariks                 | Honshu (Japan)          |
| Magnolia kobus                                           | Kleinbloemige magnolia         | Japan                   |
| Nothofagus obliqua (het grootste exemplaar in Duitsland) | Schijnbeuk                     | Chili, Argentinië       |
| Parrotia persica                                         | Perzisch ijzerhout             | Noord-Iran              |
| Pinus ayacahuite (het grootste exemplaar in Duitsland)   | Mexicaanse White Pine          | Mexico, Midden-Amerika  |
| Pinus pinaster                                           | Zeeden                         | Middellandse Zeegebied  |
| Pinus strobus                                            | Weymouthden                    | Noord-Amerika           |
| Sequoia sempervirens                                     | Kustmammoetboom of kustsequoia | Westelijk Noord-Amerika |
| Sequoiadendron giganteum                                 | Mammoetboom of reuzensequoia   | Californië              |
| Thuja plicata                                            | Reuzenlevensboom               | Westelijk Noord-Amerika |
| Tsuga sieboldii                                          | Zuid-Japanse hemlockspar       | Japan                   |
| Wollemia nobilis                                         | Wollemia                       | Australië               |
| Zanthoxylum simulans                                     | Szechuanpeper                  | Japan                   |